# Дерево желаний (Петрозаводск)
Дерево желаний в Петрозаводске — парковая скульптура на набережной Онежского озера, изображающая дерево в натуральном масштабе, которое, по задумке авторов, можно попросить исполнить желание. Колокольчики, висевшие на ветвях, в настоящее время утеряны. На стволе дерева закреплено большое ухо, а над ним висит табличка со словами «Прошепчи одно желание».
Скульптура подарена Умео, шведским городом-побратимом Петрозаводска.

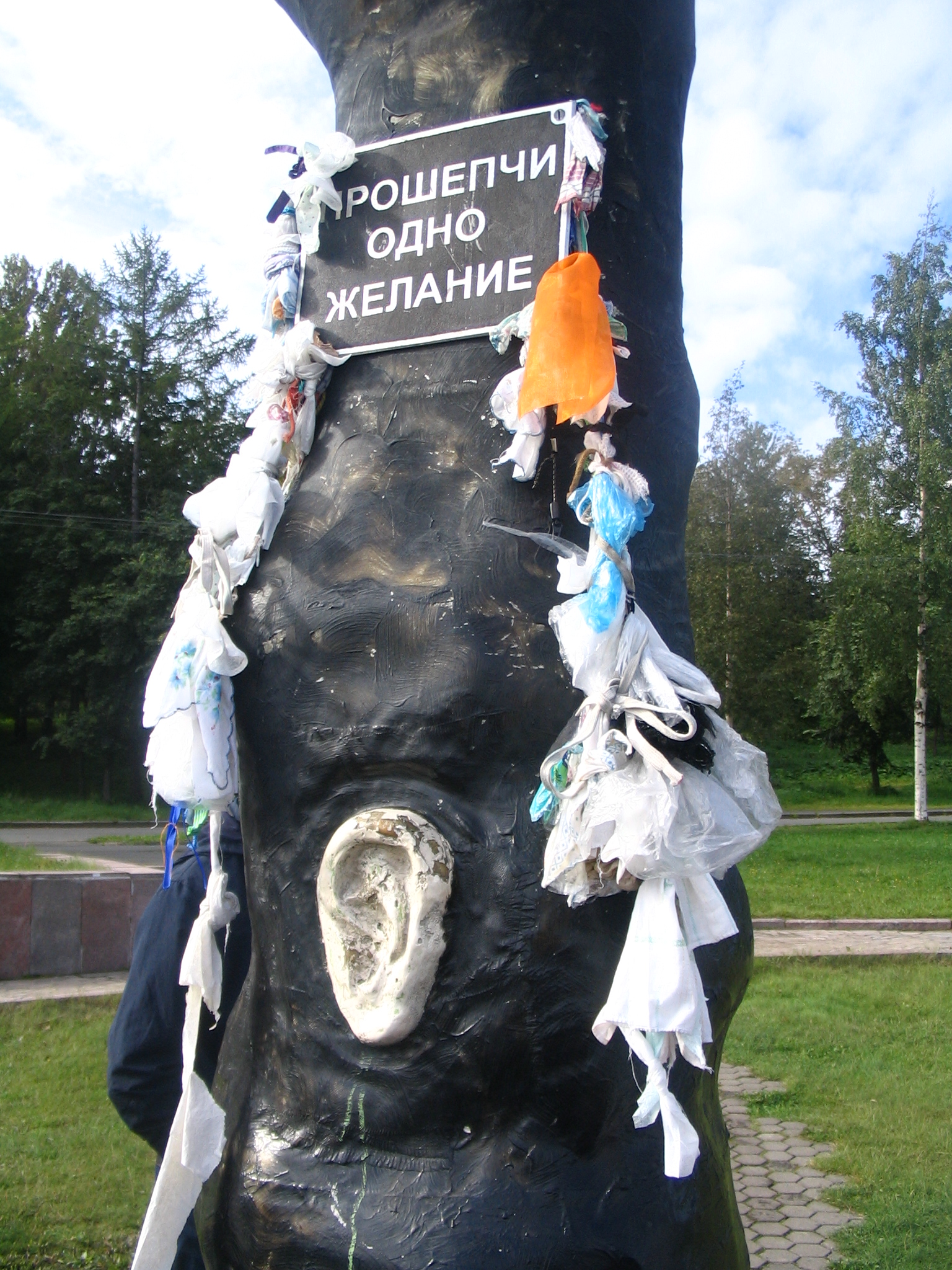
Ухо на дереве и табличка